# Remington ('s-Hertogenbosch)
Remington was een der belangrijkste industriële ondernemingen in 's-Hertogenbosch, die bestaan heeft van 1950 tot 1985. Het bedrijf was gevestigd achter het NS station, de  huidige kunstacademie.

## Geschiedenis
De vestiging van de schrijfmachinefabriek van het Amerikaanse bedrijf Remington Rand te 's-Hertogenbosch werd aangekondigd in 1950. De nieuwbouw werd ontworpen door Huig Maaskant. De eerste steen voor het gebouw werd in 1951 gelegd. De gemeente zorgde voor het gebouw dat vervolgens voor dertig jaar gehuurd zou worden door het bedrijf. Er was reeds een fabriek voor schrijfmachines te Zeist, en deze werd in 1952 overgeplaatst, waarbij in Zeist 40 ontslagen vielen en de overigen in 's-Hertogenbosch werden tewerkgesteld.
Men startte met de productie van 70 schrijfmachines per week, door 80 medewerkers. Het bedrijf groeide snel en eind jaren 50 van de 20e eeuw werden er wekelijks reeds 2100 machines vervaardigd door 800 medewerkers. De jaren 60 brachten een verdere productiestijging. Tot 1962 werd het gebouwencomplex aanzienlijk uitgebreid. 1000 medewerkers produceerden 1000 kofferschrijfmachines per dag, waarvan 98% werd geëxporteerd. Ook ging men kopieerapparaten produceren. In 1970 werden er 1600 kofferschrijfmachines per dag vervaardigd en er werden grootse plannen aangekondigd voor de productie van elektrische schrijfmachines, met bolkopsysteem.
Men wierf actief voor geschoold en ongeschoold personeel en beloofde dezen een vaste baan, prettig werk en natuurlijk moderne sociale voorzieningen.
Het pakte echter heel anders uit. Reeds in 1971 werd er korter werken ingesteld voor 800 mensen, gezien een onaanvaardbaar grote voorraad kofferschrijfmachines. In 1976 werd de productie van de fotokopieerapparaten stopgezet. Besloten werd om de productie, die 60.000 machines per jaar omvatte, over te brengen naar de Remingtonfabriek te Napels, die nota bene vanuit de Bossche vestiging was opgezet. Uiteindelijk ging de Bossche vestiging failliet in 1981.
Er volgde nog een herstart, doordat Arabische investeerders de fabriek overnamen van de Amerikanen. Het bedrijf ging verder als Business Systems Inc. (BSI), in de volksmond als Bossche Schrijfmachine Industrie verklaard. Mede door juridische strubbelingen tussen de Arabieren en de Amerikanen, ging ook BSI failliet, en wel in 1985.

## Externe bron
- Bossche encyclopedie